# We Are Born
We Are Born (с англ. — «Мы рождены») ― пятый студийный альбом австралийской певицы и автора песен Сии. Он был выпущен 18 июня 2010 года. Альбом более оптимистичен, чем её предыдущая работа, которую она частично приписывает своим отношениям с Джей Ди Самсоном, а также влиянию Синди Лопер и Мадонны на её детство. Альбом был спродюсирован Грегом Курстином, в нём принял участие гитарист The Strokes Ник Валенси. На премии J Awards 2010 года альбом был номинирован на звание австралийского альбома года. Первый сингл с альбома «You've Changed» был выпущен в декабре 2009 года, а ведущий сингл «Clap Your Hands» ― в апреле 2010 года. We Are Born дебютировал под номером 2 в австралийском чарте альбомов и стал первым релизом Сии в топ-10 в её родной стране. Альбом получил награды «Лучший поп-релиз» и «Лучший независимый релиз» на ARIA Music Awards. Альбом получил золотую аккредитацию в австралийских чартах ARIA в 2011 году.

## Критика
| Оценки критиков      | Оценки критиков |
| Источник             | Оценка          |
| -------------------- | --------------- |
| AllMusic             | [ 7 ]           |
| BBC Music            | (mixed)         |
| Billboard            | (positive)      |
| The Boston Globe     | (positive)      |
| Entertainment Weekly | B+              |
| Paste                | (mixed)         |
| Pitchfork Media      | 6.6/10          |
| Rolling Stone        | [ 14 ]          |
| Slant Magazine       | [ 15 ]          |
| Virgin Media         | 7/10            |

Альбом получил в целом положительные отзывы с 68 баллами на Metacritic. Издание Entertainment Weekly написало: Это душевная музыка для вечеринок. Журнал Slant написал: Хотя We Are Born, возможно, не является таким непосредственным или характерным заявлением, как его предшественник, в конечном счете в нём очень мало того, что не сработало.

## Трек-лист
| №                   | Название                            | Автор(ы)                       | Длительность |
| ------------------- | ----------------------------------- | ------------------------------ | ------------ |
| 1.                  | «The Fight»                         | Sia Furler Dan Carey           | 3:39         |
| 2.                  | «Clap Your Hands»                   | Furler Samuel Dixon            | 3:58         |
| 3.                  | «Stop Trying»                       | Furler Greg Kurstin            | 2:40         |
| 4.                  | «You've Changed»                    | Furler Lauren Flax             | 3:11         |
| 5.                  | «Be Good to Me»                     | Furler Jesse Graham Simon Katz | 3:57         |
| 6.                  | «Bring Night»                       | Furler Kurstin                 | 2:57         |
| 7.                  | «Hurting Me Now»                    | Furler Kurstin                 | 3:26         |
| 8.                  | «Never Gonna Leave Me»              | Furler Kurstin                 | 3:34         |
| 9.                  | «Cloud»                             | Furler Dixon                   | 3:43         |
| 10.                 | «I'm in Here»                       | Furler Dixon                   | 3:41         |
| 11.                 | «The Co-Dependent»                  | Furler Kurstin                 | 2:55         |
| 12.                 | «Big Girl Little Girl»              | Furler Henry Binns             | 4:18         |
| 13.                 | «Oh Father»                         | Madonna Patrick Leonard        | 4:29         |
| 14.                 | «I'm in Here» (Piano/Vocal Version) | Furler Dixon                   | 3:47         |
| Общая длительность: | Общая длительность:                 | Общая длительность:            | 46:23        |

| №                   | Название            | Автор(ы)            | Длительность |
| ------------------- | ------------------- | ------------------- | ------------ |
| 15.                 | «Hold Me Down»      | Furler Carey        | 4:22         |
| Общая длительность: | Общая длительность: | Общая длительность: | 50:45        |

## Чарты
| Чарт(2010–2011)                               | Высшая позиция |
| --------------------------------------------- | -------------- |
| Australian Albums (ARIA)                      | 2              |
| Belgian Flemish Albums (Ultratop)             | 80             |
| Belgian Walloon Albums (Ultratop)             | 42             |
| Canadian Albums Chart (Billboard)             | 60             |
| Danish Albums (Tracklisten)                   | 14             |
| Dutch Albums Chart (Dutch Charts)             | 13             |
| Finnish Albums Chart (ÄKT / IFPI Finland)     | 24             |
| French Albums Chart (SNEP)                    | 42             |
| German Albums Chart (Media Control)           | 73             |
| Greek Albums Chart (IFPI Greece)              | 9              |
| Irish Albums Chart (IRMA)                     | 25             |
| Swiss Albums Top 100 (Media Control)          | 38             |
| UK Albums Chart (The Official Charts Company) | 74             |
| US Billboard 200                              | 37             |

## Сертификации
| Регион                                                      | Сертификация | Продажи |
| ----------------------------------------------------------- | ------------ | ------- |
| Австралия (ARIA)                                            | Золотой      | 35 000^ |
| ^ Данные о тиражах приведены только на основе сертификации. |              |         |